# Høj Oregon-drue
Høj Oregon-drue (Berberis aquifolium), også kaldet Almindelig Mahonie eller blot Mahonie er en stedsegrøn eller vintergrøn busk med en opret og åben, lidt riset vækst. Veddet er gult. Bærrene er sure, men kan bruges til marmelade eller bitter-snaps.

## Beskrivelse
Barken er først lysegrøn og glat. Ret hurtigt bliver den så gråbrun og svagt rillet. Gammel bark er stribet beige/oliven. Knopperne er spredte og næsten helt skjult under bladfæsterne. De er ægformede og lysegrønne med violette spidser.
Bladene er uligefinnede med store, Kristtorn-agtige småblade. Dvs. at små-bladene er forsynet med randtorne og har en blank, mørkegrøn oversiden, mens undersiden er grågrøn. Enkelte af de ældste blade bliver rent røde om efteråret. Blomsterne er samlet i endestillede toppe fra bladhjørnerne yderst på skuddene. De er gule med en sød og tung duft. De blåduggede, sorte bær indeholder mange frø, som modner godt og spirer villigt. Bærrene er ugiftige men meget bitre, og er velegnede til bitter-snaps.
Rodnettet består af dybtgående hovedrødder med tæt trævlede siderødder, der alle ligger meget højt i jorden. Planten kan sætte en del rodskud, særligt efter hårde vintre eller for brutal beskæring.
Højde x bredde og årlig tilvækst: 1 x 1 m (10 x 10 cm/år), rodskud ikke medregnet.

## Hjemsted
Høj Oregon-drue vokser i nåleskovene i det vestlige Nordamerika, hvor den fore-kommer i lysninger, langs vandløb og som pionérplante efter brand eller bjergskred og laviner.
I de kølige, løvfældende skove i det sydlige Oregon findes den sammen med bl.a. Arbutus menziesii (Jordbærtræ-art), Bromus vulgaris (Hejre-art), Busket Bjergte, Chrysolepis chrysophylla (Bøge-familien), Ellebladet Bærmispel, Hede-Melbærris og Hvid Snebær.
| Portal | Portal:Botanik |